# Kajeksan (Sukoharjo)
Kajeksan is een bestuurslaag in het regentschap Wonosobo van de provincie Midden-Java, Indonesië. Kajeksan telt 1566 inwoners (volkstelling 2010).